# Häherkuckuck
Der Häherkuckuck (Clamator glandarius) ist ein Kuckucksvogel, der vom Mittelmeerraum bis in den Süden Afrikas vorkommt.
Der Häherkuckuck ist ein Brutparasit, der seine Jungen meist von Rabenvögeln großziehen lässt. Anders als beim in Mitteleuropa vorkommenden Kuckuck schlüpfen beim Häherkuckuck auch Jungvögel des Wirtsvogels, wenn auch eine geringere Zahl als bei nicht vom Häherkuckuck parasitierten Nestern. Auf Grund der stärkeren Durchsetzungsfähigkeit des Nestlings des Häherkuckucks bleiben die Wirtsvogeljungen im Wachstum zurück und ein Teil von ihnen verhungert.
Die wichtigsten Wirtsarten in Europa sind Elster und Rabenkrähe.

## Merkmale
Der Häherkuckuck ist mit einer Körperlänge von 35 bis 39 Zentimetern, einem Gewicht von 140 bis 170 g und einer Flügelspannweite von 58 bis 66 cm etwas größer als der Kuckuck. Sein Schwanz ist etwas länger und schmaler und die Flügel breiter und stumpfer als die des Kuckucks. Die Beine sind grau. Jung- und Altvögel haben einen leuchtend orangeroten Augenring. Der Schnabel ist an der Basis grau, ansonsten schwarz. Der Rücken und die Flügel sind dunkelgrau, die Schirmfedern und kleinen und großen Decken haben weiße Flecken an den Spitzen. Die Arm- und Handschwingen haben weiße Säume an den Spitzen, ebenso die Schwanzfedern, die abgestuft lang sind. Die Unterseite ist hell, die Kehle und die Brust sind gelblich gefärbt. Die adulten Häherkuckucke haben eine auffallende, silbergraue Haube, Scheitel und Ohrdecken. Es gibt keinen Unterschied zwischen den Geschlechtern.

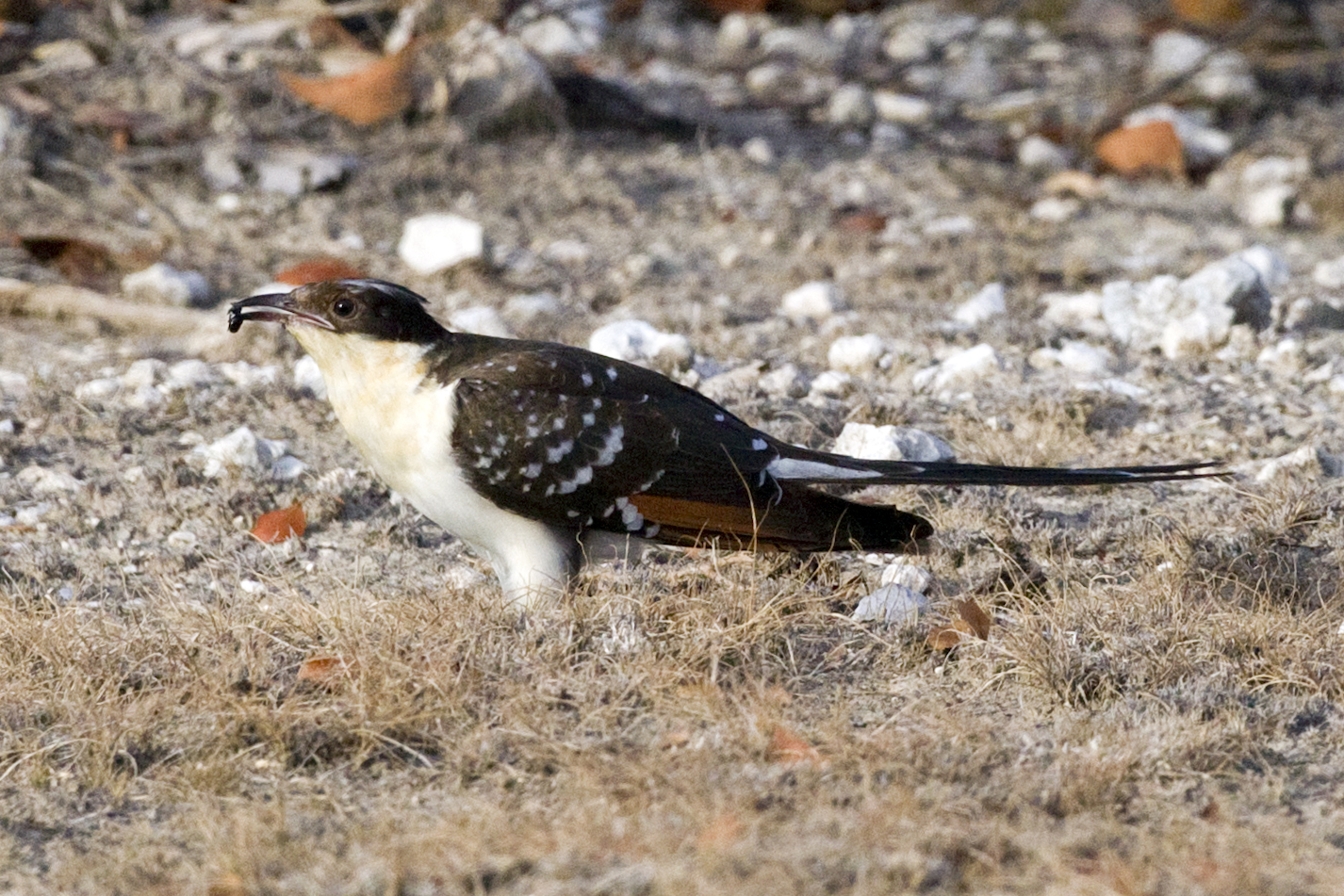
Jungvogel des Häherkuckucks

Frisch geschlüpfte Häherkuckucke sind Nesthocker und zunächst nackt. Die Haut ist rosa fleischfarben. Der Rachen ist rot, der Gaumen und die Zungenbasis sind mit dornartigen Papillen besetzt. Die Beine und Zehen sind rosa. Die Augen der jungen Häherkuckucke öffnen sich nach fünf bis acht Tagen. Mit ca. 14 Tagen können sie auf dem Nestrand sitzen und zwischen dem 16. und 21. Lebenstag sind sie flugfähig.  Bei flügge werdenden Jungvögeln sind die Oberseite, der Kopf und die Flügel schwarz. Die Handschwingen sind rötlich braun. Nach der ersten Mauser sind diese schwarzen Gefiederpartien und die Handschwingen sepiafarben.
Der Häherkuckuck bewegt sich auf dem Boden meist hüpfend vorwärts mit angehobenem Schwanz. Auf einem Zaun sitzend erinnert er in der Haltung an eine Elster. Der Flug ist kuckucksartig mit zum Teil sehr flachen, raschen Flügelschlägen und kurzen eingelegten Gleitstrecken. Während der Brutzeit sind Häherkuckucke überwiegend paarweise zu beobachten.

## Stimme
Der Häherkuckuck ist stimmfreudig und laut. Die Rufe sind sehr vielfältig. Er ruft oft laut ratternd „tjerr-tjerr-tje-tje-tje“ oder „ki-ki-ki-kriä-kriä-kriä...“, was mitunter an den Steinschmätzer erinnern kann. Insbesondere das Weibchen verfügt über Rufreihen, die mit ihrem rollenden, gackernden gi-gi-gi-gi-gi-kü-kü-kü eher an die Rufe von Grünspechten erinnern. Bei Erregung ruft er nasal und rau „chäh“. Der Gesang des Häherkuckucks ist dagegen nur selten zu hören. Er besteht aus einer Strophe aus eintönig gereihten, in der Tonhöhe abfallenden klü-u, üüg-üüg, ki-ü oder kliiok-elementen.

## Verbreitung und Lebensraum

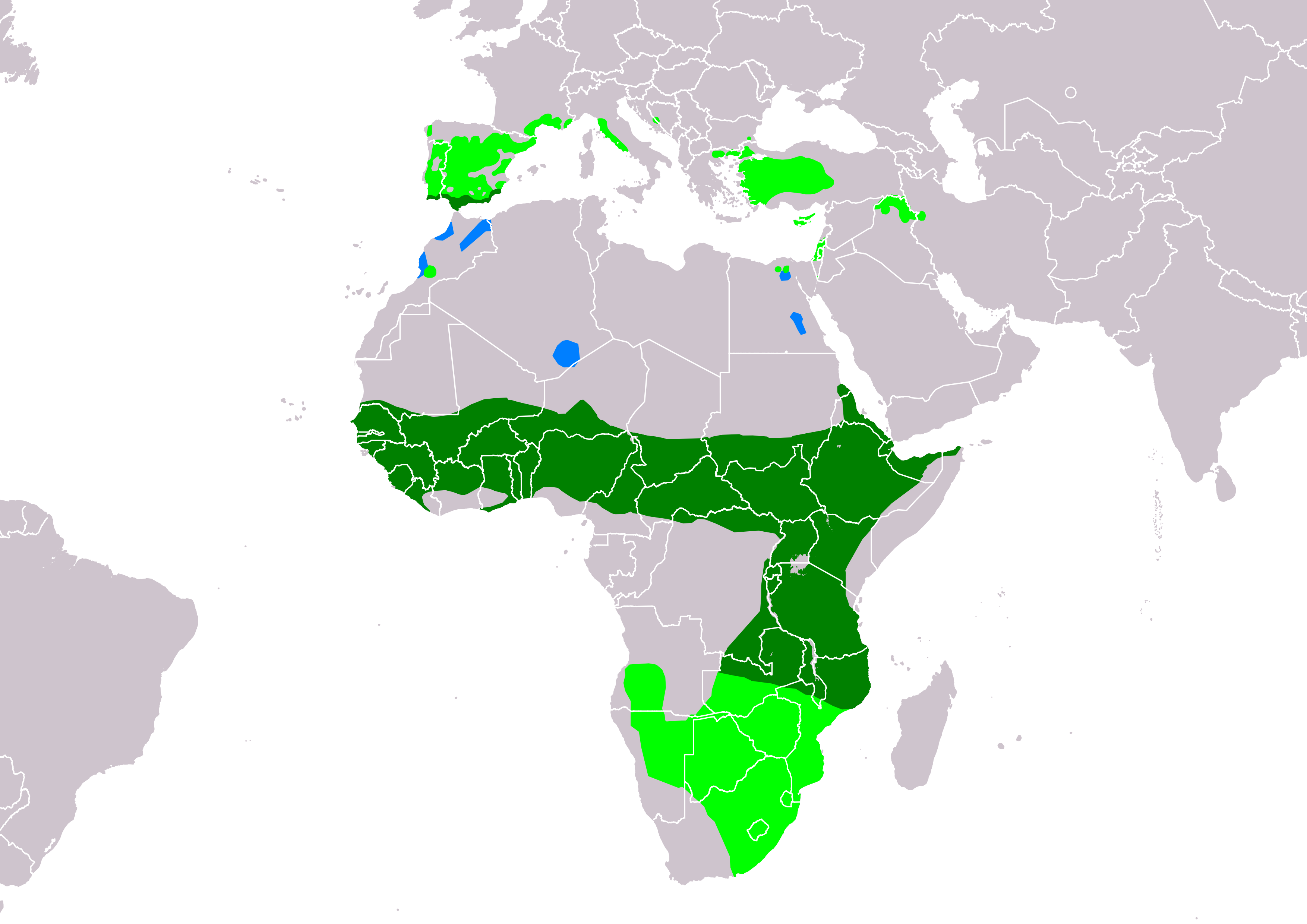
Verbreitungsgebiete des Häherkuckucks:
Brutgebiete
Ganzjähriges Vorkommen
Überwinterungsgebiete

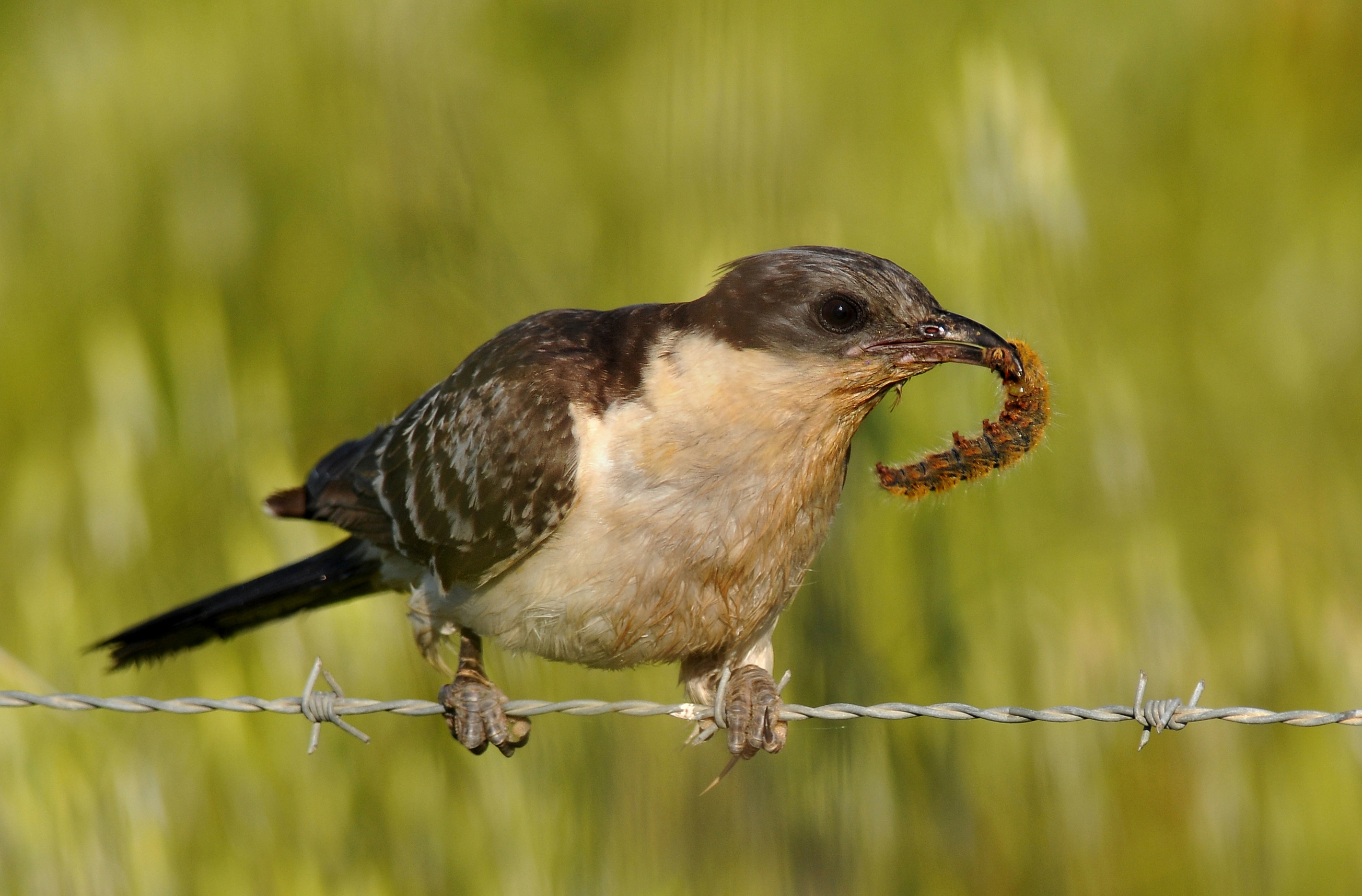
Häherkuckuck mit Raupe

Das Verbreitungsgebiet umfasst Südwest- und Südeuropa, Kleinasien bis in den Westiran und bis nach Oberägypten sowie Teile Afrikas südlich der Sahara. Während der letzten 50 Jahre hat er sein Verbreitungsgebiet im Süden Europas etwas ausgedehnt und ist in Spanien, Frankreich und in Italien häufiger geworden. In Mitteleuropa ist er ein nur selten nachgewiesener Irrgast.
Die weit im Norden oder Süden ihres Verbreitungsgebiets lebenden Populationen ziehen gewöhnlich von Europa nach Afrika und von Südafrika nordwärts. Beim Zug bilden die Vögel große Schwärme.
Lebensraum ist das ebene oder hügelige, offene Gelände mit einzelnen Büschen und Bäumen. Seinen Wirtsvögeln folgt er gelegentlich auch in Parkgelände. In Europa ist er vorwiegend in semiariden Regionen anzutreffen.

## Verhalten
Der Häherkuckuck ist ein Insektenfresser und sucht in lichten Waldregionen vorwiegend am Boden nach Nahrung. Wie andere Kuckucke frisst auch er, was vielen anderen Vogelarten nicht möglich ist, große, behaarte Raupen, die er manchmal vor dem Verzehr von den Haaren befreit. Kleine Reptilien ergänzen den Speiseplan.

## Fortpflanzung
Der Häherkuckuck ist ein Brutparasit und er legt seine Eier in die Nester von Rabenvögeln, vor allem von Elstern, Rabenkrähen, Schildrabe und Blauelstern. In Afrika zählen auch Glanzstare zu den Wirten. Das Männchen lenkt die Wirtsvogeleltern ab, während das Weibchen ein Ei in das Nest legt. In einer Brutsaison kann das Weibchen bis zu 18 Eier im Abstand von jeweils zwei Tagen legen.

### Revier und Balz
In einigen Regionen ihres Verbreitungsgebietes besetzen Häherkuckucke Brutreviere. Dokumentiert ist dies unter anderem für den Süden Spaniens, wo die Reviere zwischen 1 und 3,7 Quadratkilometer umfassen. In diesen Revieren befanden sich bis zu 40 Elsternnester, der wichtigsten europäischen Wirtsvogelart. Reviere überlappen sich jedoch häufig mit dem anderer Häherkuckucke und dort, wo es sehr viele Häherkuckucke gibt, findet ein Revierverhalten kaum noch statt.
Während der gesamten Phase der Eiablage wirbt das Männchen um das Weibchen, indem es ihm große Raupen oder andere Insekten bringt. Dem Anbieten von Nahrung folgt meist die Kopulation.

### Eiablage

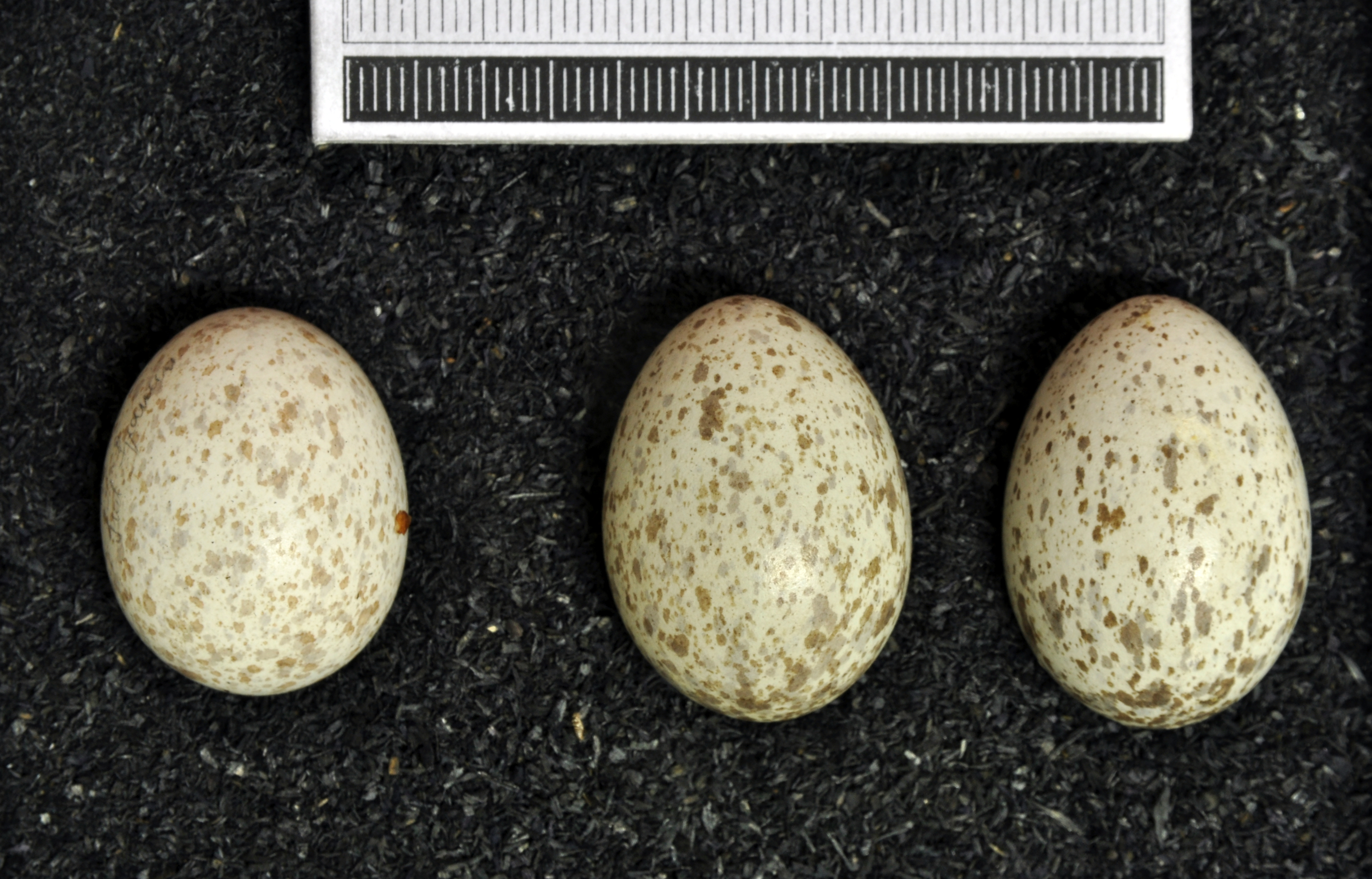
Eier des Häherkuckucks, Sammlung Museum Wiesbaden

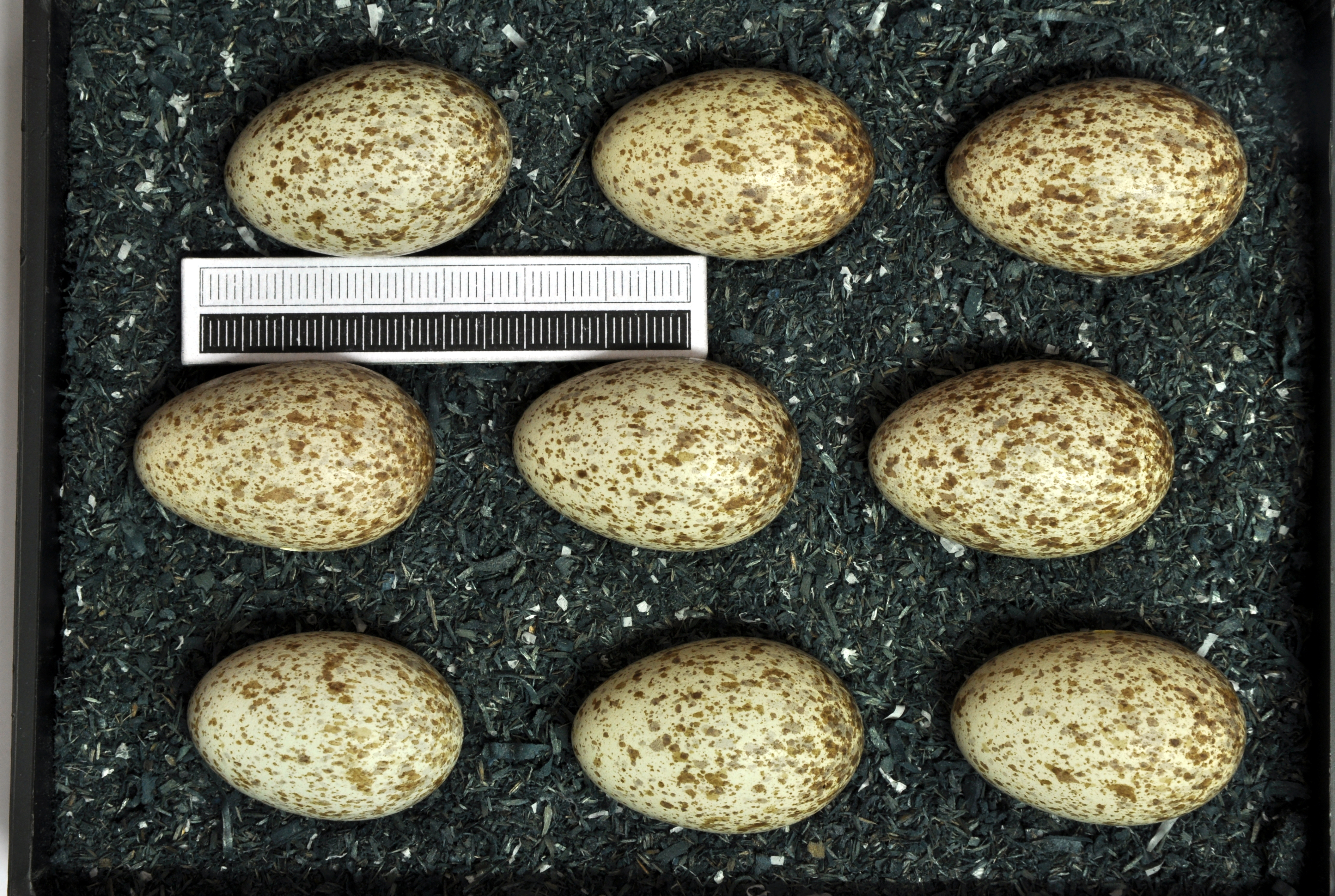
Im Vergleich dazu Eier der Elster, der wichtigsten europäischen Wirtsvogelart (Sammlung Museum Wiesbaden)

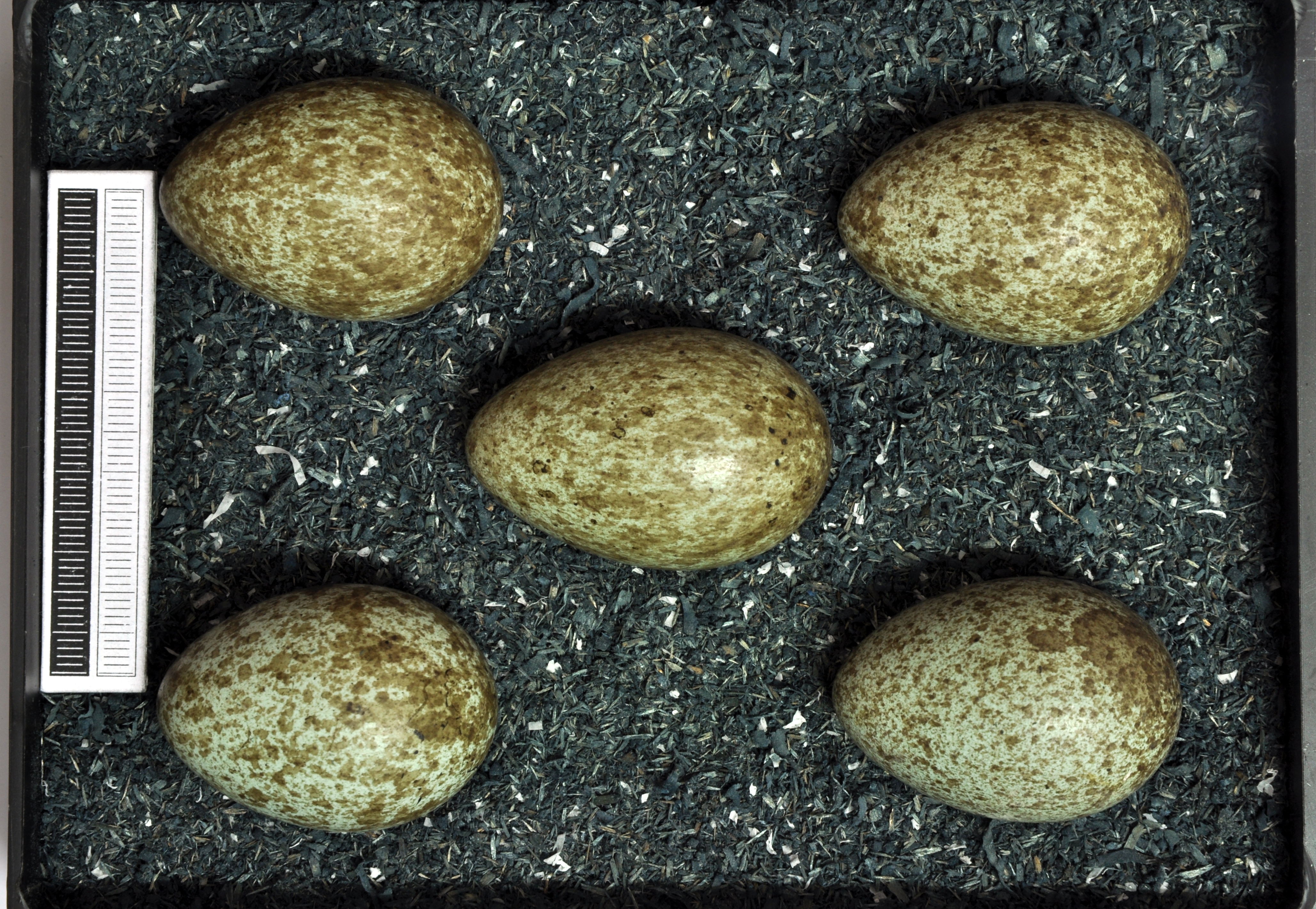
Eier der Aaskrähe, einem weiteren Wirtsvogel

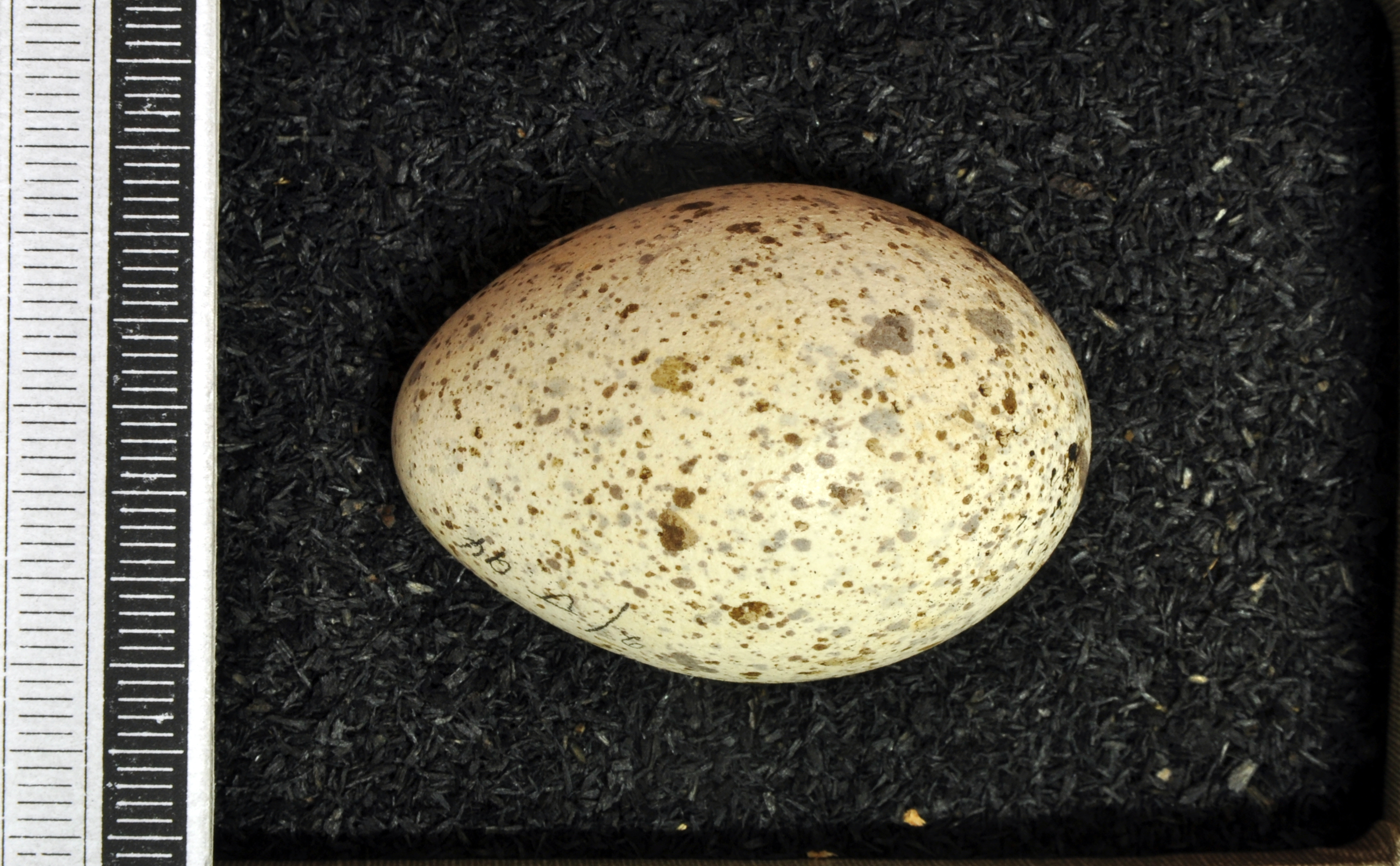
Ei der Alpenkrähe, ebenfalls ein Wirtsvogel des Häherkuckucks. (Sammlung Museum Wiesbaden)

Das Weibchen sucht nach geeigneten Nestern für die Eiablage, indem es die Wirtsvögel häufig von einer versteckten Ansitzwarte aus beobachtet. Hat es ein geeignetes Nest gefunden, kooperieren häufig beide Elternvögel, um dem Weibchen die Eiablage in dem fremden Nest zu ermöglichen. Das Männchen sitzt dann an einer auffälligen Stelle in der Nähe des Nestes und zieht die Aufmerksamkeit der Wirtsvögel auf sich, indem es laut ruft. Das Weibchen bleibt dagegen still und nähert sich dem Nest unter Ausnutzung von Deckung. Sobald die Wirtsvögel in Richtung des Männchens fliegen, sucht das Weibchen das Nest auf und legt dort sein Ei. Die Eiablage erfolgt mit außerordentlicher Geschwindigkeit. Obwohl die meisten Elsternnester einen haubenartigen, aus sperrigen Zweigen bestehenden Überbau besitzen, hat es innerhalb von 10 Sekunden das Nest wieder verlassen. Diese Schnelligkeit ist entscheidend: Würden Elstern es überraschen, noch während sich das Häherkuckuckweibchen im Nest befindet, würden diese das Weibchen angreifen und es mit großer Wahrscheinlichkeit verletzen. Bei offenen Nestern wie beispielsweise Krähennestern ist das Weibchen sogar noch schneller. Hier verlässt es nach drei Sekunden das Nest: Die meisten Krähen sind größer als Elstern, Verletzungen durch sie wären schwerwiegender.
Anders als der Kuckuck entfernt das Häherkuckuckweibchen kein Ei aus dem Nest des Wirtsvogels. Dies ist vermutlich darauf zurückzuführen, dass das den Aufenthalt des Weibchens im Nest des Wirtsvogels verlängert. Da Häherkuckucke das Nest ihres Wirtsvogels gelegentlich mehr als einmal aufsuchen, besteht außerdem das Risiko, dass es ein Häherkuckucksei entfernt. Da parasitierte Nester von Elstern jedoch häufiger beschädigte Eier aufweisen, ist es möglich, dass das Häherkuckuckweibchen während der kurzen Zeit im Nest die dort liegenden Eier anpickt oder die Eier während der Eiablage beschädigt werden. Das Risiko, dass durch ein Anpicken oder durch die schnelle Eiablage auch Häherkuckuckseier zu Schaden kommen, ist geringer als bei Elsterneiern. Häherkuckuckseier haben eine dickere und robustere Schale. Im Schnitt schlüpfen in parasitierten Elsternnestern ein bis zwei Elsternestlinge, während es in nicht parasitierten Nestern durchschnittlich fünf sind.
Genetische Analysen haben belegt, dass ein Häherkuckuckweibchen während einer Brutsaison unterschiedliche Wirtsvogelarten nutzt. Bei Untersuchungen in Spanien nutzten Häherkuckucksweibchen zu Beginn und zum Ende ihrer Brutzeit vorwiegend die Nester von Aaskrähen und während der Hauptzeit die von Elstern. Elstern sind zwar die bevorzugten Wirtsvögel, allerdings weichen die Häherkuckucksweibchen auf andere Arten aus, wenn zu wenig Elsternnester zur Verfügung stehen.

### Eier
Die Eier des Häherkuckucks sind elliptisch bis spindelförmig und verjüngen sich zu den Polen etwas. Sie sind blass grünlich-blau und dicht mit hellbraunen und grauen Punkten und Flecken übersät. Obwohl sich die Eier verschiedener Häherkuckuckweibchen leicht unterscheiden können, fehlt die Anpassungsleistung in der Eifarbe, wie sie beispielsweise beim Kuckuck vorkommt. Während bei dieser Art sich Weibchen auf einen Wirtsvogel spezialisiert haben und Eier legen, die in Färbung und Musterung diesen fast entspricht, verfolgt der Häherkuckuck eine andere Strategie. Seine Eier ähneln generell vielen seiner Wirtsvogelarten. In Europa entsprechen die Eier denen der Elster und sind auch ähnlich groß. Sie entsprechen in der Färbung auch denen der Rabenkrähe, sind allerdings nur halb so groß wie deren Eier.
In Afrika ist der Schildrabe der häufigste Wirtsvogel und auch hier entspricht die Färbung dessen Eiern, erneut sind die Eier des Krähenvogels jedoch deutlich größer. Dagegen sind die Eier der Kapkrähe (Corvus capensis), die in Südafrika eine der häufigsten Wirtsvogelarten ist, eher rötlich.

### Parasitierungsgrad
Der Parasitierungsgrad ist nicht im gesamten Verbreitungsgebiet des Häherkuckucks untersucht. Jedoch beträgt der Parasitierungsgrad in Südafrika bei Schildraben 13 Prozent, bei Kapkrähen 10 Prozent und bei Zweifarben-Glanzstaren 5 Prozent.
Im Süden Spaniens hat man während einer zehn Jahre währenden Untersuchungsdauer einen Parasitierungsgrad von 43 Prozent bei Elstern und 8 Prozent bei Aaskrähen festgestellt. In zwei Prozent der Nester von Dohlen und 5 Prozent der Nester von Alpenkrähen finden sich ebenfalls Eier des Häherkuckucks.

### Heranwachsen der Jungvögel
Anders als beim Kuckuck duldet das Küken dieser Art den Nachwuchs seiner Adoptiveltern neben sich. Trotzdem ist die Reproduktionsrate von Elstern in von Häherkuckucken parasitierten Nestern gering und beträgt nach einzelnen Untersuchungen lediglich durchschnittlich 0,6 flügge Jungvögel, während bei nicht parasitierten Nestern durchschnittlich 3,5 Elstern ausfliegen. Der Unterschied ist teilweise auf die Beschädigung der Elsterneier durch das legende Häherkuckuckweibchen, aber auch durch das Verhalten der Häherkuckuckjungen im Nest zurückzuführen. Obwohl Elsterjungen größer sind (175 Gramm zu dem Zeitpunkt, zu dem sie flügge werden) als Häherkuckucknestlinge (135 Gramm), setzen sich Häherkuckucke gegenüber ihren Nestkonkurrenten durch. Ihnen gelingt dies, weil sie einige Tage vor den Elsterjungen schlüpfen und dadurch einen kleinen Wachstumsvorsprung haben. Sie wachsen im Vergleich zu den Elsterjungen auch deutlich schneller heran und sind nach 15 bis 16 Tagen flügge, während Elsternestlinge dies erst nach 21 bis 27 Tagen sind. Krähennestlinge benötigen sogar 30 bis 40 Tage, bis sie in der Lage sind, das Nest zu verlassen.
Elsternestlinge, die drei oder vier Tage nach den Häherkuckucken schlüpfen, haben nur eine sehr geringe Chance, flügge zu werden. Nicht nur sind die Häherkuckucknestlinge in der Lage, sich den futterbringenden Elstern mehr entgegenzustrecken, sondern die kräftigeren Nestlinge treten auch auf ihre Nestgeschwister und breiten ihre Flügel über diese aus, so dass diese eine deutlich geringere Chance haben, an Futter zu gelangen. Sie zeigen gelegentlich auch ein aggressives Verhalten und picken nach den Köpfen der Mit-Nestlinge. Sofern zwei Kuckucksnestlinge im Nest sind, ist es auf Grund dieses Verhaltens auch wahrscheinlicher, dass der ältere von beiden alleine flügge wird.
Häherkuckucksnestlinge ahmen nicht nur die Bettelrufe ihrer Wirtsvögel nach, sondern zeigen außerdem ein ausgeprägteres Bettelverhalten als die Elsternestlinge und werden dadurch von den Wirtsvögeln mehr gefüttert. Anders als Elsternestlinge betteln sie bereits durch laute Rufe eine halbe Stunde nach Fütterung erneut um Futter. In Experimenten konnte nachgewiesen werden, dass sie häufig das aufgenommene Futter dann wieder ausspucken, aber weiter betteln. Durch dieses übertriebene Bettelverhalten sind sie in der Lage, sich im Nest stärker durchzusetzen. N. B. Davies weist darauf hin, dass dieses so stark überzeichnete Bettelverhalten möglicherweise auch eine Anpassung ist, da die Häherkuckucknestlinge mit zunehmenden Lebenstagen sich vom Nachwuchs ihrer Wirtsvögel unterscheiden. Der Unterschied ist größer als bei vielen anderen Brutschmarotzern, möglicherweise kompensieren dies Häherkuckucke durch ihr Verhalten. In Experimenten konnte nachgewiesen werden, dass bei Elstern zumindest ein Gewöhnungseffekt an den anders aussehenden Nestling eintritt: Während ein hinzugesetzter Häherkuckucknestling in einem bislang nicht parasitierten Elsternest von den Elternvögeln angegriffen wird, unterbleibt dieses aggressive Verhalten, wenn bereits ein anderer Häherkuckucknestling in dem Nest heranwächst.

### Mögliche weitere Verhaltensanpassungen an den Brutparasitismus
Der israelische Zoologe Amotz Zahavi hat 1979 die sogenannte „Mafia-Hypothese“ aufgestellt, nach der intelligente Vögel wie Krähen, die sogar in der Lage sind, einzelne Menschen voneinander zu unterscheiden, ein artfremdes Ei akzeptieren und in ihrem Nest ausbrüten und den Nestling aufziehen, weil sie im Falle eines Entfernens des Eis das Risiko eingehen, ihre gesamte Brut zu verlieren. Sie ziehen nach dieser Hypothese zwar weniger Jungvögel auf, als wenn ihr Nest nicht parasitiert wäre, sie haben aber eine Chance auf wenigstens einen geringen Bruterfolg.
Der Häherkuckuck ist die einzige Art, an der bislang diese Hypothese überprüft wurde. In der Region um Guadix in der spanischen Provinz Granada lag vor dem Untersuchungsbeginn 1990 der Parasitierungsgrad von Elstern bei 10 Prozent. Auffällig war, dass in den meisten Fällen, wo in ein Elsternnest ein Häherkuckucksei gelegt worden war, aus diesem Nest auch Jungvögel flügge wurden. In den wenigen Fällen, wo durch Elstern jedoch das artfremde Ei entfernt wurde, wurde das Gelege sehr häufig zerstört. Im Zeitraum bis 1992 wurde dies experimentell verstärkt. Wissenschaftler entfernten bewusst Häherkuckuckseier aus einzelnen Nestern, die Kontrollgruppe waren Elternnester, die zwar parasitiert waren, aus denen jedoch kein Ei entfernt wurde. Es zeigte sich, dass in mehr als der Hälfte der Nester, bei denen das Häherkuckuckei entfernt wurde, es anschließend zu Nesträubereien kam und entweder Eier oder sogar Jungvögel verschwanden. Dagegen war das bei der Kontrollgruppe nur in 10 Prozent der Fall.
Zwei Indizien weisen darauf hin, dass dies nicht durch Fressfeinde erfolgt ist: Gelegentlich wurden verletzte Nestlinge im Nest zurückgelassen und in einem Fall kehrte ein mit einem Sender ausgerüstetes Häherkuckuckweibchen zu dem von ihm parasitierten Nest zurück und pickte, nachdem zuvor dort sein Ei entfernt worden war, die verbliebenen Eier an. N.B. Davies weist darauf hin, dass dies eine bemerkenswerte Leistung der Häherkuckucke sei: Sie wären dann nicht nur in der Lage, trotz der ähnlichen Färbung ihre Eier von denen der Elster zu unterscheiden, sondern könnten auch feststellen, ob ihr eigenes Ei fehlen würde. N. B. Davies weist auch darauf hin, dass dieses Verhalten aus Sicht des Häherkuckucks sinnvoll ist: Ein zerstörtes Gelege erhöht die Chance, dass die Wirtsvögel einen zweiten Brutversuch unternehmen, für den Häherkuckuck bietet sich dann erneut die Chance, das Nest zu parasitieren.
Die Frage, ob die Wirtsvögel bei einem zweiten Gelege weniger häufig das artfremde Ei entfernen, ist in einer zweiten Studie 1996/1997 getestet worden. Hier wurden von den Wissenschaftlern künstliche Häherkuckuckseier in die Nester gelegt. Bei den Elstern, die dieses Ei entfernten, wurden die im Nest befindlichen Eier so zerstört, wie dies auch ein Häherkuckuck täte. Beim darauf folgenden Zweitgelege wurde erneut ein künstliches Häherkuckucksei in das Nest gelegt. Die Hälfte der Elsternpaare änderte nun ihr Verhalten und akzeptierte bei diesem Zweitversuch das artfremde Ei. Dieses Verhalten war besonders dort sehr ausgeprägt, wo Häherkuckucke häufig waren. Die von Amotz Zahav aufgestellte „Mafia-Hypothese“ konnte trotzdem nicht vollständig bestätigt werden. Aus Sicht des Reproduktionserfolgs wäre es für Elstern sinnvoller, ein Häherkuckucksei zu entfernen und es zu riskieren, dass das Gelege zerstört würde.

## Belege

### Einzelbelege
1. 1 2  Davies: Cuckoos, Cowbirds and Other Cheats. S. 99.
2. 1 2 3  Bergmann et al., S. 293.
3. 1 2 3 4 5  Davies: Cuckoos, Cowbirds and Other Cheats. S. 100.
4. 1 2  Davies: Cuckoos, Cowbirds and Other Cheats. S. 101.
5. 1 2 3  Davies: Cuckoos, Cowbirds and Other Cheats. S. 102.
6. 1 2 3  Davies: Cuckoos, Cowbirds and Other Cheats. S. 103.
7. 1 2  Davies: Cuckoos, Cowbirds and Other Cheats. S. 104.
8. 1 2  Davies: Cuckoos, Cowbirds and Other Cheats. S. 105.
9. ↑  Davies: Cuckoos, Cowbirds and Other Cheats. S. 107.
10. ↑  Davies: Cuckoos, Cowbirds and Other Cheats. S. 113.
11. ↑  Davies: Cuckoos, Cowbirds and Other Cheats. S. 114.
12. 1 2 3 4  Davies: Cuckoos, Cowbirds and Other Cheats. S. 115.
13. 1 2 3  Davies: Cuckoos, Cowbirds and Other Cheats. S. 116.